# Église Saint-Mélar de Locmélar
L'église Saint-Mélar est une église catholique située à Locmélar, en France. Elle est située au sein d'un enclos paroissial.

## Localisation
L'église est située dans le département français du Finistère, sur la commune de Locmélar.

## Historique
L'édifice est classé au titre des monuments historiques en 1934.

## Description
« Le retable de saint Hervé dans l'église de Locmélar prend l'aspect d'une bande dessinée évoquant plusieurs épisodes de sa légende : saint Hervé obtient par ses prière[s] une fontaine au sommet [sommet] de la montagne de Bre ; Saint Hervé voyant lam [l'âme] de sa mère allant au ciel portée par des anges ; Vision de Saint Paul et Saint Hervé, leurs yeux vire[nt] le ciel ouvert ; le loup ayant mangé lasne [l'âne] de saint Hervé et mis en sa place à la charette [charrette] ».